# Pilea glomerata
Pilea glomerata är en nässelväxtart som beskrevs av August Heinrich Rudolf Grisebach. Pilea glomerata ingår i släktet pileor, och familjen nässelväxter. Inga underarter finns listade i Catalogue of Life.